# Катран (підприємство)
ТОВ НВП «Катран» — науково-виробниче підприємство хімічної промисловості у Києві з виготовлення засобів індивідуального захисту для силових відомств України. Засноване у лютому 1991 року за участю Єдиної Державної пошуково-рятувальної служби СРСР з метою створення і швидкого впровадження нових зразків засобів індивідуального захисту людини. Перший вироблений на підприємстві костюм — ЕС-1, для групи забезпечення космонавтів був представлений на виставці в Парижі в експозиції Міністерства оборони СРСР.
Основні види продукції: гідрокостюми мокрого та сухого типу та аксесуари до них, а саме: жилети страхувальні, рятувальні, рятівні гідротермокостюми, теплозахисні засоби, костюми для палубних робіт, вахтенні костюми, спеціальний одяг для робітників підприємств рибної промисловості. Шиються вони із спеціального матеріалу неопрену. Спільно із силовими відомствами України «Катран» проводить випробування гідрокостюмів в Очакові, Севастополі в Антарктиді на українській станції імені Академіка Вернадського, в Арктиці на північному полюсі висаджується десант в одязі «Катрану». Об'єднанням підписано контракти із Англією, Францією, Австрією, Італією, Японією, Тайванем.
Замовниками підприємства є такі організації як: Міністерство оборони, Міністерство з надзвичайних ситуацій, Міністерство транспорту, Міністерство науки та технологій, Анктартична станція імені Академіка Вернадського, рятувальні служби та станції, підприємства нафтодобуваючої промисловості, суднобудівні заводи та великі судновласники.